# Liste der Naturdenkmale in Montabaur
Die Liste der Naturdenkmale in Montabaur nennt die im Gemeindegebiet von Montabaur ausgewiesenen Naturdenkmale (Stand 13. Juni 2024).

## Naturdenkmale
| Nr.         | Bezeichnung  | Lage                                                                    | Beschreibung    | Bild            |
| ----------- | ------------ | ----------------------------------------------------------------------- | --------------- | --------------- |
| ND-7143-432 | Traubeneiche | Reckenthal, südwestlich des Ortes; Abteilung Vor dem Engertsgraben Lage | Quercus petraea | Fotos hochladen |

## Ehemalige Naturdenkmale
| Nr. | Bezeichnung | Lage                                                         | Beschreibung       | Bild                                    |
| --- | ----------- | ------------------------------------------------------------ | ------------------ | --------------------------------------- |
|     | Sommerlinde | Wirzenborn, westlich des Ortes; Flur Auf dem Geiersberg Lage | Tilia platyphyllos | Direkt Bild zu diesem Denkmal hochladen |